# Still Have Me
Still Have Me è un singolo della cantante statunitense Demi Lovato, pubblicato il 1º ottobre 2020 su etichetta Island Records.

## Pubblicazione
L'interprete ha reso disponibile la ballata pop attraverso il proprio profilo Twitter, un giorno prima della sua messa in commercio, dopo che la medesima cantante ha concluso la sua relazione con Max Ehrich.

## Tracce
Testi e musiche di Demi Lovato, Chloe Angelides e Sean Myer.
1. Still Have Me – 3:23

## Formazione
Musicisti
- Demi Lovato – voce
- Chloe Angelides – cori, tastiera, programmazione
- Sean Myer – cori, chitarra, tastiera, programmazione

Produzione
- Chloe Angelides – produzione
- Sean Myer – produzione, registrazione
- Mitch Allen – registrazione
- Randy Merrill – mastering
- Andrew Wuepper – missaggio